# ألين بويي دوكت
ألين بويي دوكت هو قاضي وسياسي أمريكي، ولد في 1775 في مقاطعة برينس جورج في الولايات المتحدة، وتوفي بنفس المكان في 19 يوليو 1809. نشط حزبياً في الحزب الجمهوري الديمقراطي. وقد انتخب عضو مجلس النواب لولاية ماريلند ‏.